# Alfred J. Kwak
Alfred J. Kwak (小さなアヒルの大きな愛の物語 あひるのクワック, Chiisana Ahiru no Ōkina Ai no Monogatari: Ahiru no Kuwakku/Quack) és una sèrie de dibuixos animats de l'any 1989 i d'origen holandès, basada en la peça de teatre del mateix nom creada per Herman van Veen. El personatge principal és un ànec que, a causa de la mort dels seus pares, és educat per un talp anomenat Henk, a qui Alfred li diu "pare". Henk és el seu tutor, però també el seu amic i assessor. Tots els personatges de la sèrie són animals antropomòrfics. la sèrie és remarcable pel tracte de temes polítics (com un corb que representa al nazisme, es diu Dolf -com Adolf- i s'ha de tenyir el bec de negre, perquè té orígens impurs), l'apartheid de Sud-àfrica, a través dels sogres d'Alfred, l'ecologisme o la transició d'una monarquia absoluta a una monarquia constitucional. La sèrie consta de 52 episodis produïts per Harlekjin, Harald Siepermann, Hans Bacher, Telecable Benelux, Toho Co. Ltd. i en col·laboració amb les cadenes de televisió TV Tokyo (Japó), VARA (Països Baixos), ZDF (Alemanya) i TVE (Espanya). Els personatges varen ser dissenyats per Harald Siepermann i la direcció de la sèrie va ser portada per Hiroshi Saitō. L'Alfred era un ànec que malgrat les adversitats, va saber sobreposar-se i combat el feixisme i el racisme, ja que el seu arxienemic és Dolf i la seva esposa és de color negre.

## Emissió internacional
La sèrie, a part dels països originals, va ser doblada i/o subtitulada en diversos idiomes.
| País           | Títol                                                    | Canal        | Estrena                |
| -------------- | -------------------------------------------------------- | ------------ | ---------------------- |
| Japó           | あひるのクワック (Ahiru no Kuwakku)                      | TV Tokyo     | 3 d'abril de 1989      |
| Països Baixos  | Alfred Jodocus Kwak                                      | VARA         | 24 de desembre de 1989 |
| Dinamarca      | Rasmus Rap                                               | NRK          | Mitjans 1990           |
| Itàlia         | Niente paura c'è Alfred!                                 | Italia 1     | 25 de setembre de 1990 |
| Alemanya       | Alfred Jodocus Kwak                                      | ZDF          | 13 d'octubre de 1990   |
| Espanya        | Alfred J. Kwak                                           | TVE          | 20 d'abril de 1991     |
| Finlàndia      | Alfred Jodocus Kwak                                      | YLE          | 1991                   |
| Polònia        | Alfred Jonatan Kwak                                      | TVP          | 1993                   |
| França         | Alfred J. Kwak                                           | France 3     |                        |
| Regne Unit     | Alfred Jodocus Kwak                                      | Channel 4    |                        |
| Israel         | שאלתיאל קוואק (Sha'al'ti'el Quack)                       | IBA          |                        |
| Noruega        | Alfred Andreas Kvakk                                     | NRK          |                        |
| Suècia         | Alfred Jeremias Kvack                                    | SVT, SR, TV4 |                        |
| Estats Units   | Little Duck's Big Love Story                             |              |                        |
| Rússia         | Приключения Альфреда Квака (Priklyuchenia Alfreda Kwaka) |              |                        |
| Aràbia Saudita | آلفرد كواك (Alfred Kuwak)                                |              |                        |
| Hongria        | Alfréd a kacsa                                           |              |                        |